# De bekering van Paulus (Bruegel)

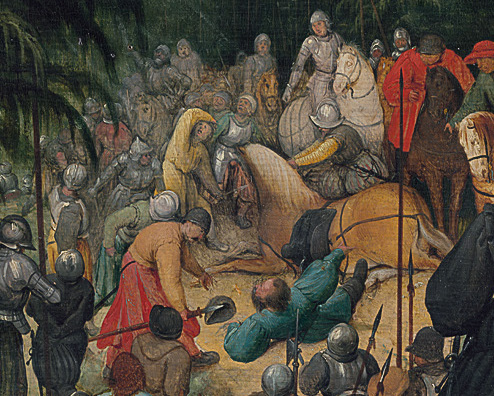
De gevallen Saulus

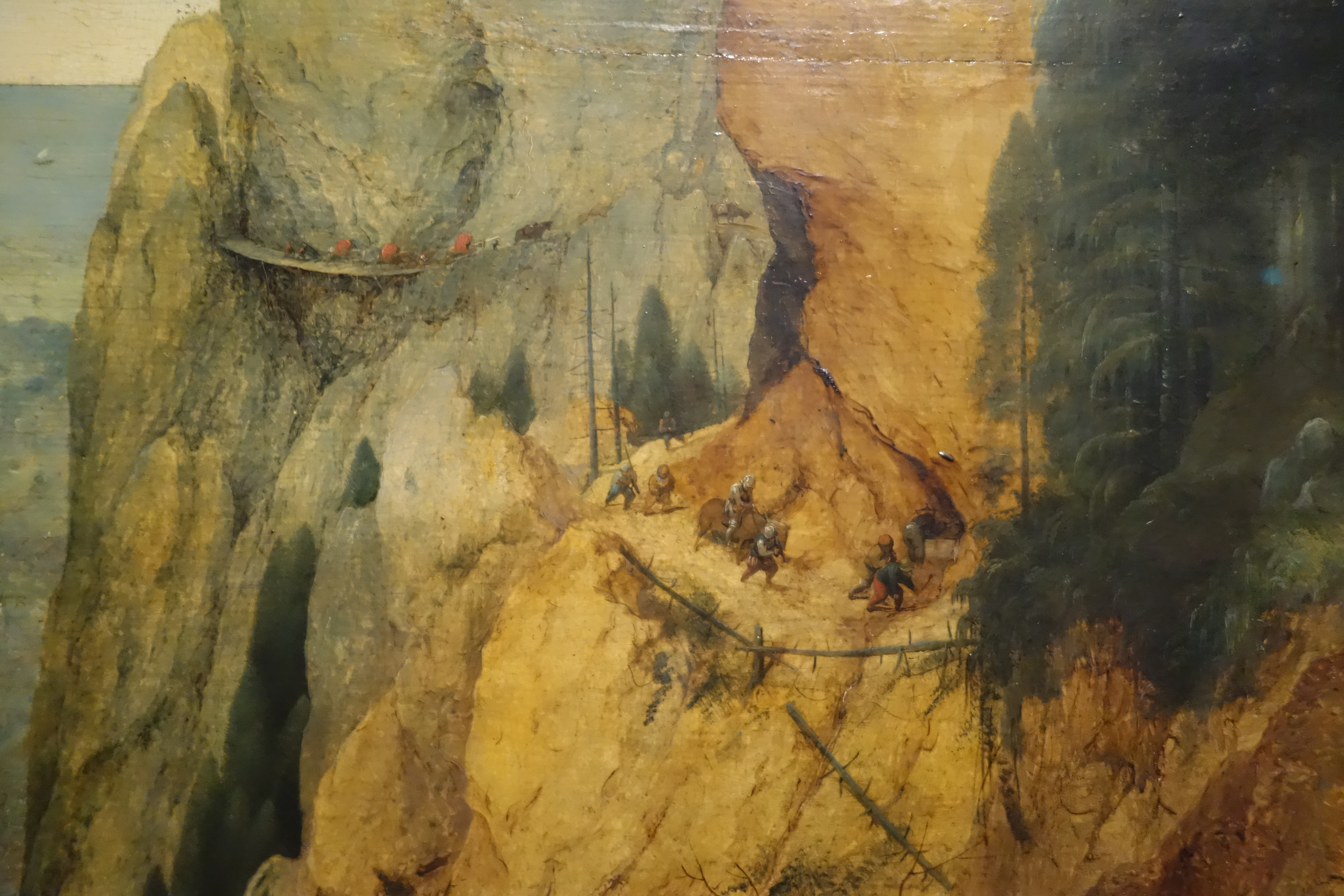
Miniaturistisch geschilderde figuurtjes op een gammele brug en een bergpad

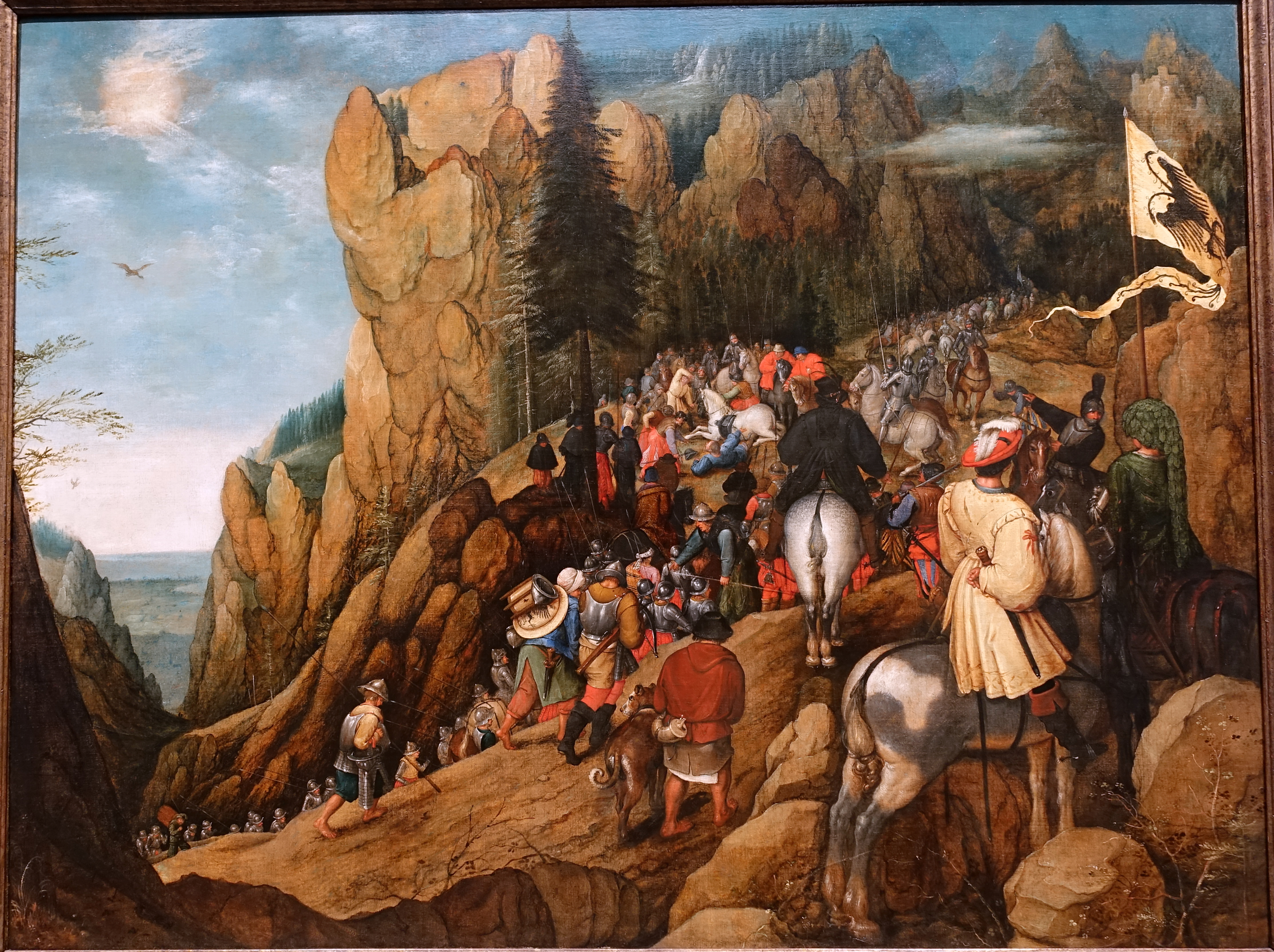
Uit deze ongedateerde kopie door Pieter Brueghel de Jonge is op te maken hoe de afgezaagde delen bovenaan en links er ongeveer uitzagen.

De bekering van Paulus is een schilderij van Pieter Bruegel de Oudere uit 1567 in het Kunsthistorisches Museum van Wenen. Dit bijbelse paneel is tegelijk zijn meest indrukwekkende berglandschap. Het is rechtsonder gesigneerd BRVEGEL M D LXVII. 

## Voorstelling
Voor Paulus een apostel was, heette hij Saulus en was hij een jood die christenen vervolgde. Zijn bekering greep plaats toen hij van Jeruzalem naar Damascus reisde om naar daar gevluchte christenen te vangen:
Toen hij onderweg was en Damascus naderde, werd hij plotseling omstraald door een licht uit de hemel. Hij viel op de grond en hoorde een stem tegen hem zeggen: ‘Saul, Saul, waarom vervolg je mij?’ Hij vroeg: ‘Wie bent u, Heer?’. Het antwoord was: ‘Ik ben Jezus, die jij vervolgt. Maar sta nu op en ga de stad in, daar zal je gezegd worden wat je moet doen.’ De mannen die met Saulus meereisden, stonden sprakeloos. Ze hoorden de stem wel, maar zagen niemand. Saulus kwam overeind, en hoewel hij zijn ogen open had, kon hij niets zien. Zijn metgezellen pakten hem bij de hand en brachten hem naar Damascus. Drie dagen lang bleef hij blind en at en dronk hij niet. (Hand. 9:3-9, NBV)
Bruegel situeert de episode in een ruw berglandschap zoals hij dat kende uit de Alpen. Het verticalisme van het centrale bergmassief en de grote pijnbomen overheerst. Wolken zweven rond de top. Links, in een doorkijk naar de zee, zien we een stad die Jeruzalem moet zijn. De bijbelse metgezellen van Paulus zijn weergegeven als een ware legermacht. We herkennen landsknechten, Spaanse helmen en op één soldaat zelfs de dubbelkoppige adelaar van de Habsburgers. De colonne trekt diagonaal door het beeldvlak. Ze komt aangeklommen uit het diepe ravijn naar een soort plateau, waar een zwierige ruiter zich enigszins opzij houdt. Net als zijn gele tuniek en bepluimde hoed getuigt de opgebonden staart van zijn paard dat we te maken hebben met een elegante man. Verderop staat een geblokt paard met een zwarte berijder en naast hem een andere ruiter die roept en wijst. Eindelijk komen we dan bij het werkelijke onderwerp, dat door Bruegel weer eens is verstopt. Paulus en zijn paard liggen op de grond. Hij kijkt naar de lichtstralen die hem van linksboven met blindheid hebben getroffen en hij hoort de stem van Christus. Alleen soldaten in zijn onmiddellijke omgeving zijn angstig en verbijsterd, de anderen lijken niets te hebben gemerkt. Naast de boom zorgt een jongetje in een te grote helm voor een vrolijke noot.

## Analyse
De mensen zijn weergegeven als 16e-eeuwers. Dergelijke anachronistische transposities waren gebruikelijk, het betekent niet dat Bruegel ermee verwees naar een eigentijdse gebeurtenis. Met name de hypothese dat hij aan de komst van Alva zou hebben gedacht, heeft geen ingang gevonden. Het lijkt toeval dat Alva net in het jaar 1567 met tienduizend Spaanse tercios over de Alpen naar de Nederlanden trok. Het thema van vervolging en bekering was natuurlijk bijzonder actueel in de 16e-eeuwse geloofsstrijd tussen christelijke denominaties. Op het schilderij is Saulus geïsoleerd tussen de soldateska en lijkt Bruegel aan te geven dat hij zijn innerlijke gevecht alleen moet voeren. Ook de dramatische natuur is een weerspiegeling van die strijd. Maar de mensheid als zodanig heeft er geen deel aan: het thema is ommekeer en herkenning, maar de omstaanders herkennen niets.
Het onderwerp van de Paulusbekering was al eerder behandeld. Vaak wordt gewezen op een prent van Lucas van Leyden uit 1509 als een invloed. Meer direct resoneerden mogelijk twee Italiaanse Bekeringen: een karton van Rafaël voor een Vaticaans wandtapijt geweven in Brussel en Michelangelo's versie in de Cappella Paolina. Maar voor alles is weer de eigenheid van Bruegel merkbaar. Zeer typisch is het verbergen van het onderwerp op een plek die toch centraal is en het afbeelden van figuren op de rug.

## Historiek
Op 13 oktober 1594 betaalde landvoogd Ernst van Oostenrijk 200 kronen aan Alonso Camorena, een Spaanse handelaar in Antwerpen, voor Bruegels Bekering. Over de eerdere geschiedenis van het schilderij is niets bekend. Karel van Mander vermeldt slechts terloops een Bekeeringhe Pauli, met seer aerdige Clippen.
Naar aanleiding van de Bruegeltentoonstelling in Wenen in 2018 is ontdekt dat het paneel niet meer volledig is. Aan de bovenkant is een 15 cm afgezaagd en aan de linkerkant een 17 cm. Dat valt af te leiden uit de afwijkende afmetingen opgegeven in Praagse inventarissen van 1737 en 1777. De bekorting moet dus daar zijn gebeurd midden 18e eeuw. Zeker twee kopieën zijn gemaakt op basis van het originele werk en geven er nog een idee van. Wel wordt het onwaarschijnlijk geacht dat Pieter de Oude een zon zou hebben afgebeeld zoals Pieter de Jonge. Men veronderstelt dat de lucht openging en hemelse verschijnselen onthulde. Overeenkomstig het bijbelse narratief zou de figuur van Christus echter niet zichtbaar zijn geweest.
Een andere beschadiging is de verkleuring van de bovennatuurlijke verschijnselen in de linkerbovenhoek. In tegenstelling tot het azuurblauw dat voor de lucht is gebruikt, is dit deel met smalt geschilderd, een pigment dat door reactie met olie is vervaald tot een onbestemd grijsbruin. Ook de met loodwit aangebracht lichtstralen zijn wellicht minder zichtbaar geworden doorheen de tijd.